# Vojislav Šešelj
Vojislav Šešelj (serbisk kyrilliska: Војислав Шешељ, uttalas: [ʋǒjislaʋ ʃěʃeʎ]), född 11 oktober 1954 i Sarajevo i Bosnien och Hercegovina, är en serbisk politiker, dömd krigsförbrytare och partiledare för det ultranationalistiska serbiska radikala partiet (SRP).

## Biografi
Vojislav Šešelj föddes i Sarajevo i dåvarande Socialistiska federativa republiken Jugoslavien och växte upp i byn Popovo Polje, nära staden Trebinje i regionen Hercegovina.
Šešelj avlade 1979 doktorsexamen i juridik vid Sarajevos universitet. Därefter undervisade han i statskunskap, först vid University of Michigan och sedan i Sarajevo fram till 1984, då han arresterades av Jugoslaviens kommunistiska regim för påstådd kontrarevolutionär verksamhet. Han dömdes till åtta års fängelse men släpptes redan 1986.

### Politiken
År 1989 återvände Šešelj till USA, där Momčilo Đujić, en tjetnikledare från andra världskriget, utnämnde honom till tjetnikernas voivoda. Samma år bildade han Serbiska nationella förnyelsepartiet, tillsammans med Mirko Jović och Vuk Drašković. Snart kom det dock till oenigheter mellan de tre ledarna och Šešelj och Drašković lämnade förnyelsepartiet för att bilda sina egna organisationer.
Šešelj grundade den 6 januari 1990 Serbiska befrielserörelsen. Drašković grundade i sin tur Serbisk nationell förnyelse. Den 14 mars samma år gick de två sistnämnda organisationerna samman och bildade Serbiska förnyelserörelsen. Även denna organisation sprack dock snart varpå Šešelj bildade Serbiska tjetnikrörelsen, som kom att gå samman med Radikala folkpartiet till Serbiska radikala partiet, ett ultranationalistiskt parti. Till en början stod partiet nära Slobodan Miloševićs socialistiska parti, Serbiens socialistiska parti, men hösten 1993 kom Šešelj i konflikt med Milošević. Då NATO 1999 inledde bombningar av serbiska ställningar, gav Šešelj ånyo Milošević sitt stöd.

### Haag
Šešelj överlämnade sig själv i februari 2003 till Internationella krigsförbrytartribunalen för det forna Jugoslavien (ICTY) i Haag, Nederländerna där han stod åtalad för att ha organiserat krigsförbrytelser och brott mot mänskligheten i Bosnien och Hercegovina och Kroatien. Rättegången mot Šešelj inleddes i november 2007. Han släpptes fri 2014 i väntan på sin dom. 
Den 31 mars 2016 frikändes Šešelj från alla åtalspunkter av ICTY, men domen överklagades, och den 11 april 2018 dömde Internationella avvecklingsmekanismen för FN:s brottmålstribunaler (IRMCT) Šešelj till tio års fängelse för anstiftan och uppvigling till deportationer, förföljelser och brott mot mänskligheten. I detta sammanhang var Šešeljs tal i de serbiska byarna Mali Zvornik (mars 1992) och Hrtkovci (maj 1992) särskilt försvårande. I
I Mali Zvornik skall Šešelj ha jämfört muslimer med "exkrement".
Šešeljs dom på 10 års fängelse ansågs dock redan vara avtjänad i häktet i Haag.